# Substitutionseffekt
Substitutionseffekt eller ersättningseffekt är, i klimatsammanhang, den minskning av växthusgasutsläpp (främst koldioxid) som uppstår då fossila råvaror  helt eller delvis ersätts av material baserade på biogen råvara, huvudsakligen skogsbaserade produkter, som trä- och fibermaterial. Några exempel är när betong och stål ersätts av trä, plastförpackningar ersätts av pappersförpackningar, fossil diesel ersätts av HVO-diesel och olje- eller koleldning ersätts av pellets eller träflis. Substitutionseffekten är alltså ett mått på den minskade klimatbelastning som uppstår då utsläppsintensiva produkter ersätts av produkter med lägre nettoutsläpp.
Substitutionseffekten är en av skogssektorns tre klimatnyttor. Substitutionseffekten är den viktigaste utifrån ett långsiktigt perspektiv då den uthålligt och upprepat kan minska de fossila utsläpp som orsakar klimatförändringen. De andra två är:
- Lagring av kol i träbaserade produkter samt
- Inlagring av kol i världens växande skogar.

De tre klimatnyttorna substitution av fossilt kol, lagring av kol i produkter och lagring av kol i skog  är inte motstridiga utan kan förenas. Ökad tillväxt och höjt virkesförråd i världens skogar ger möjlighet att öka mängden virke som kan utnyttjas för att substituera fossila råvaror. 

## Substitutionseffekten ökar genom effektiv råvaruanvändning
Substitutionseffekten ökar med återvinning. Om exempelvis en pappersbaserad förpackning, som ersätter en oljebaserad, återvinns och bidrar med material till en ny produkt så uppstår ännu en substitutionseffekt. Detta kan upprepas tills vedfibern slutligen är utsliten. Då kan fibern energiåtervinnas genom förbränning vilket ger en sista substitution.
Substitutionseffekten kan även ökas genom ett effektivare nyttjande av vedråvaran. Vedsnåla processer eller konstruktioner, som exempelvis halverar virkesförbrukningen i pappersförpackningen eller i trähuskonstruktionen gör det möjligt att med samma virkesmängd ersätta två plastpåsar eller två betonghus. Därmed fördubblas substitutionseffekten.

## Substitutionsfaktor
Genom att jämföra mängden utsläpp vid framställning och användning av en skogsprodukt med dess fossila motsvarighet så kan skogsproduktens substitutionsfaktor fastställas. En substitutionsfaktor på 1 innebär att varje kolatom i skogsprodukten förhindrar utsläpp av en fossil kolatom. Så länge substitutionsfaktorn är större än noll bidrar skogsprodukten till att mängden fossila utsläpp minskas. Substitutionsfaktorn varierar mycket mellan olika skogsprodukter. Dessutom ändras substitutionsfaktorn om produktionsprocesser utvecklas, både vad gäller processer för framställning av skogsprodukter och fossila produkter .
För biobränslen rapporteras substitutionsfaktorn vara 0,8 medan den för fiberbaserade textilier är så hög som 2,8.
För byggprodukter anges den vara mellan 1,3 och 1,6, för produkter som kemikalier, papper och kartong mellan 1 och 1,5. För att förenkla beräkningar och bedömningar av skogsprodukters klimateffekt har en genomsnittlig substitutionsfaktor för alla produktgrupper på mellan 0,55 och 1,2 föreslagits i review-artiklar baserade på ett stort antal studier.

### Lagring av kol i kort- och långlivade skogsprodukter
Det kol som finns bundet i det tillvaratagna virket fortsätter att lagras under produkternas livstid. Lagringstiden kan vara betydande för långlivade virkesprodukter som byggnader med träkonstruktioner och möbler av högre kvalitet eller kortare för enklare möbler, lastpallar och emballagevirke. 
För en stor del av fiberprodukterna som mjukpapper, tryckpapper och kartong är lagringstiden ganska kort, ofta bara något eller några få år. De flesta sådana kortlivade produkter har emellertid fördelen att upprepat kunna återvinnas och utnyttjas i nya produkter till exempel som mellanskikt i kartong, i wellpapp etc. För dessa ”månglivade” produkter kan därmed lagringstiden förlängas, även om dessa produkter gör störst klimatnytta genom en upprepad substitutionseffekt. 
Kortast genomsnittlig lagringstid, kortare än ett år, har enklare biobränslen som skogsflis.

### Inlagring av kol i växande skog
Skogens klimateffekt uppstår genom trädens  fotosyntes, när växthusgasen koldioxid tas upp av de gröna växterna ur atmosfären. Kol är en av byggstenarna i växtens vävnader och lagras i växtens biomassa och i skogsmarken. Upptaget av kol från atmosfären och lagringen av detta kol i växter och mark minskar mängden koldioxid i atmosfären, så länge skogens biomassa ökar. Eftersom träd är stora, långlivade växter kan ett mycket stort kolförråd skapas på detta sätt. Upptaget av atmosfäriskt kol och lagringen av detta är två väl kända klimatnyttor av växande skog.